# Жан II д’Авен
Жан II д’Авен (фр. Jean II d’Avesnes, нем. Johann II. von Avesnes, нидерл. Jan II van Avesnes; 1247 — 22 августа 1304) — граф Эно (Геннегау) (Иоганн I) с 1280, граф Голландии и Зеландии с 1299 (Ян II), сын Жана I д’Авен и Алейды Голландской.

## Биография
Отец Жана II, Жан I был сыном графини Фландрии и Эно Маргариты II от первого брака с бальи Эно Бушара д’Авен, признанного церковью недействительным. Но официально брак расторгнут не был, хотя позже Маргарита вышла замуж за Гильома II де Дампьера. В итоге разгорелся конфликт между детьми Маргариты от первого брака, Авенами, и второго — Дампьерами, который не утихал несколько десятилетий. Авены заявляли о своем праве первородства, а Дампьеры не признавали наследниками сводных братьев, называя их бастардами. Графиня Маргарита поддержала сыновей от второго брака. После долгой борьбы 24 сентября 1256 года графиня Маргарита и её сыновья Авены при посредничестве короля Франции Людовика IX заключили Перронский договор, по которому за Авенами было окончательно закреплено право на графство Эно, а за Дампьерами — на Фландрию.
Однако окончательно вражду между домами это решение погасить не смогло. Жан I умер в 1257 году. Его сын и наследник Жан II, признанный наследником Эно, возобновил борьбу за с Дампьерами за Фландрию. Для удовлетворения своих амбиций Жан, как и его отец, делал ставку на правителей Священной Римской империи.
4 сентября 1272 года вступил в союз со своим двоюродным братом, графом Голландии Флорисом V. Кроме того, он 29 мая 1275 года получил поддержку короля Рудольфа I Габсбурга, который пожаловал ему имперскую Фландрию, которая считалась имперским леном, а Ги де Дампьера, наследника Фландрии, объявил изгнанным из империи. Однако никаких реальных действий, чтобы реализовать данное решение, Рудольф не предпринял, предоставив Жана своим собственным силам. Положение Ги в своих владениях было довольно прочным, он был в это время самым могущественным правителем в Нидерландах.
13 января 1277 года король Рудольф признал Жана наследником Флориса V Голландского, если у того не будет детей.
После смерти 10 февраля 1280 года Маргариты Фландрской Жан получил наконец в своё распоряжение графство Эно (в нём он правил под именем Иоганн I). Никаких перспектив получить Фландрию и Намюр, которыми управлял Ги де Дампьер, у Жана не было. При этом в отличие от короля Рудольфа, который предпочитал не вмешиваться в споры между нидерландскими сеньорами, король Франции Филипп IV Красивый поддерживал Ги де Дампьера, активно вмешиваясь во всё происходящее в Нидерландах. Кроме того, в 1290 году союзник Жана, граф Голландии Флорис V, застигнутый врасплох вторжением фландрской армии на остров Вальхерен, отказался на время от притязаний на Зеландию.
Для того, чтобы продолжать борьбу, Жан начал покупать различные области, присоединяя их к своим владениям. Для того, чтобы получить для этого деньги, он обложил поборами своих вассалов. Также он вытягивал деньги из аббатств, за что епископ Камбре Гильом д’Авен наложил на Эно интердикт. Кроме того, Жан старался подчинить города, которые входили в его владения. В итоге в 1290 году восстал Валансьен, самый крупный из городов Эно. В ответ Жан осадил город. Для того, чтобы защитить город, его патриции обратились с письмом к королю Франции Филиппу IV Красивому, доказывая, что город должен принадлежать французскому королевству. Король Филипп, желавший расширить свои владения, согласился вмешаться, повелев Ги де Дампьеру взять город под своё покровительство. Однако уже в 1293 году Жан помирился с королём Филиппом. В итоге в 1295 году Ги де Дампьер был вынужден вернуть Валансьен королю Филиппу. Более того, в январе 1296 года Жан и Флорис Голландский заключили тайное соглашение с Филиппом IV, который был озабочен сближением графа Фландрии с Англией.
Уже в феврале 1296 года по приказу Филиппа Валансьен открыл ворота перед Жаном. Однако правящая верхушка города отказалась подчиниться, признав своим сеньором Ги де Дампьера, который попытался выйти из подчинения короля Франции. В ответ Жан д’Авен возобновил войну, а армия Филиппа вторглась в Эно. В итоге Ги де Дампьер был вынужден подчиниться Франции.
27 июля 1296 года погиб Флорис Голландский. Ему наследовал сын Ян I. Молодой граф находился под сильным влиянием короля Англии Эдуарда I, что очень не понравилось его подданным. В итоге он обратились к Жану д’Авену, который собирал армию для вторжения во Фландрию. В итоге Жан вторгся в Голландию. Ян I умер в ноябре 1299 года, после чего ничего не помешало Жану стать графом Голландии и Зеландии (под именем Ян II). В то же время Ги де Дампьер, разбитый армией короля Филиппа, отказался от сюзеренитета над Зеландией, за который графы Фландрии долго боролись с графами Голландии.
Таким образом, Эно, Голландия и Зеландия, а также Фрисландия, оказались объединены на правах личной унии. Объединив в своих руках три графства, Жан стал самым могущественным правителем в Нидерландах, тем более что Ги де Дампьер в 1300 году попал в плен к Филиппу IV. Жан был ценным союзником короля Франции, в то время как правители Священной Римской империи были слишком слабы, чтобы помешать Жану получить Голландию и Зелландию. Несмотря на все попытки короля Германии Альбрехта I вернуть себе эти территории, Жан смог их сохранить за собой. Управлять Зеландией он поставил своего старшего сына Жана, получившего титул графа Остревана, которому пришлось усмирять часть зеландской знати, которую подстрекали против графа фламандцы, а в Голландию отправил третьего сына Вильгельма.
В 1302 году Жан выслал отряд на помощь армии Филиппа IV, которая выступила против восставшей Фландрии. Однако французская армия была разбита фламандцами 11 июля в битве при Куртре. В числе погибших были старший сын Жана, Жан, граф Остревана, а также мужья двух дочерей Жана — граф Артуа Роберт II и коннетабль Рауль II де Клермон, сеньор де Нель.
Жан умер 22 августа 1304 года в Валансьене. Его наследником стал третий сын Вильгельм Добрый.

## Брак и дети

Герб Жана II д’Эно

Жена: с ок. 1265 Филиппа Люксембургская (ок. 1252 — 6 апреля 1311), дочь графа Люксембурга Генриха V Белокурого и Маргариты де Бар. Дети:
- Жан (ум. 11 июля 1302), сеньор де Бомон (1299), граф Остревана (с 1299)
- Генрих (ум. 1303), каноник в Камбре
- Маргарита (ум. 19 октября 1342); муж: с 18 октября 1298 Роберт II (сентябрь 1250 — 11 июля 1302), граф Артуа
- Алиса (ум. 27 октября 1317); муж: Роджер Биго (ок. 1245 — 6 декабря 1306), 5-й граф Норфолк
- Изабелла (ум. декабрь 1305); муж: с января 1296 Рауль II де Клермон (ок. 1245 — 11 июля 1302), сеньор де Нель и де Удан, великий камергер Франции, коннетабль Франции (с 1277)
- Мария (ок. 1280 — сентябрь 1354); муж: Людовик I Хромой (1279 — 22 января 1341), сеньор де Бурбон (1310—1327), граф де Клермон-ан-Бовези (1310—1327), великий камергер Франции (с 1312), граф де Ла Марш (с 1327), 1-й герцог де Бурбон и пэр Франции (с 1327)
- Вильгельм I Добрый (ок. 1286 — 7 июня 1337), граф Эно (Вильгельм I), граф Голландии и Зеландии (Виллем III; с 1304)
- Жан (ок. 1288 — 11 марта 1356), сеньор де Бомон
- Валеран
- Симон (ум. после 1303)
- Матильда, аббатиса Нивеля

Кроме того, Жан имел несколько незаконнорождённых детей от неизвестных любовниц:
- Симон (ум. 1356), сеньор де Брюйель
- Виллем де Кюсер (ум. после 1358)
- Хендрик (ум. после 1359)
- Алейда (ум. 1351); 1-й муж: с ок. 1312 Вольфард II ван Борселен (ум. 30 мая 1316/6 апреля 1317); 2-й муж: с 1317 Оттон (ум. до 1326), сеньор ван Бюрен
- Ида (ум. 1351)